# Берх (соус)
Берх (ингуш. Берх) — ингушское национальное блюдо, особый горячий соус, подаваемый с дулх-халтам, является обязательным атрибутом ингушских праздников и застолий.  Блюдо является традиционным для ингушей.

## История
Берх является очень древним ингушским блюдом. В легендах у ингушей берх упоминается с событиями Древности и раннего Средневековья. В частности упоминается в ингушских сказаниях о нарт-орхустойцах. До открытия Америки вместо картофеля в берх добавляли толченную лесную грушу.

## Приготовление
Берх готовят из говяжьего бульона на дровах. В кипящий бульон добавляется толченный отварной картофель. Лук отдельно обжаривается до золотистого цвета, после чего к нему добавляют морковь, чабрец, перец, укроп и кинзу. Затем готовую зажарку соединяют с бульоном и картофелем, тушат несколько минут, добавляют соль по вкусу. На стол вместе с берхом к дулх-халтаму подают особый острый состав из чеснока или толченной черемши — "ком-берх" (кlом-берх), который  можно добавить к основному соусу. 

## Разновидности
Существуют несколько видов берха:
- Из традиционного варианта с чабрецом и без моркови.
- С использованием моркови без добавления чабреца и кинзы.